# Cabellera (astronomia)
|  | Per a altres significats, vegeu «Cabellera de Berenice». |

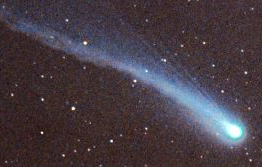
El cometa Ikeya-Zhang mostrant una cabellera lluent i condensada (març del 2002).

La cabellera, cua o coma és el núvol de pols i gas que embolica el nucli d'un cometa. Es forma quan un cometa s'acosta al Sol (a partir de 6 ua de distància), de manera que part de la superfície gelada del nucli s'evapora i junt amb altres materials (generalment pols) el rodegen, tornant-se el núvol visible per la refracció de la llum, i ocultant el nucli. Perquè puga formar-se, la velocitat de fuga del nucli ha de ser inferior a la velocitat mitjana de les molècules del gas.
Els gasos i partícules de la cabellera que són arrossegats pel vent solar formen la cua del cometa.